# Zbór Kościoła Chrześcijan Baptystów w Toruniu
Zbór Kościoła Chrześcijan Baptystów w Toruniu – toruńska protestancka wspólnota chrześcijańska, o charakterze ewangelicznym. Zbór znajduje się w lewobrzeżnej części miasta, w dzielnicy Podgórz, przy ul. Poznańskiej 34.
Toruński zbór baptystów jest częścią Kościoła Chrześcijan Baptystów w Rzeczypospolitej Polskiej. Hasło przewodnie zboru: Posłuszni Bogu.

## Historia toruńskiego Zboru Baptystów

### Okres przedwojenny
Zbór baptystów w Toruniu powstał w 1899 roku. Początkowo do zboru należała głównie ludność niemiecka. Początkowo nabożeństwa odbywały się w lokalu prywatnym przy ulicy Matejki 4. Na przełomie 1901 i 1902 baptyści poprosili Magistrat o przyznanie im działki na cmentarzu św. Jerzego. Parcelę o powierzchni 18 arów otrzymali w 1903 roku. W 1904 roku generalny superintendent Gustav Doeblin w sprawozdaniu z wizytacji w toruńskich parafiach ewangelicko-luterańskich ocenił, że działalność społeczności baptystycznej nie stanowi dużego zagrożenia dla toruńskich ewangelików. W 1909 roku baptyści kupili budynek z pruskiego muru przy ul. Matejki 5. Budynek przekształcono na kaplicę.
W 1914 roku zbór liczył 234  (według innego źródła: 232) członków. Podczas I wojny światowej liczba wyznawców przekroczyła 300 osób, po wojnie zaczęła spadać. Dokładna liczba baptystów w Toruniu w okresie II Rzeczypospolitej nie jest znana. W wyniku braku rozeznania baptystów mylono z adwentystami bądź w statystykach uwzględniano wyznawców z powiatu toruńskiego. Pod koniec lat 20. XX wieku zbór liczył 73 osoby. Spadek liczby wyznawców wynikał z przyłączenia Pomorza Nadwiślanego do Polski w 1920 roku i wynikającej z niej emigracji ludności niemieckiej na Zachód.
W okresie międzywojennym zbór działał na podstawie prawa pruskiego z połowy XIX wieku. Po 1920 roku zbór w Toruniu podlegał konsystorzowi w Poznaniu, a siedziba zarządu regionalnego znajdowała się w Chełmży. Na czele zarządu stał pastor Richard Kretesch. Stałym kaznodzieją w toruńskim zborze byli Adolf Knoffel (1920–1922), a następnie Richard Kretesch (1926–październik 1929). Około 1924 roku w powiecie toruńskim żyło ok. 130 baptystów, a w samym mieście 70. W latach 20. XX wieku gmina otrzymała na własność kaplicę przy ulicy Matejki 15, dom dla stróża, kaplicę w Czarnym Błocie i 17 mórg ziemi w Nowej Wsi. W 1927 roku baptyści znaleźli się na liście sekt aktywnych w Toruniu.
W 1924 roku gmina baptystów skonfliktowała się z przewodniczącym toruńskiej parafii Polskiego Narodowego Kościoła Katolickiego ks. A. Haydukiem. Przewodniczący zboru baptystów Adam Sylla napisał do magistratu Toruniu skargę na Hayduka, który według Sylli miał bez jego zgody organizować nabożeństwa w kaplicy. Konflikt zażegnano w lipcu 1931 roku, po podpisaniu porozumienia i wynajęciu kaplicy wiernym Polskiego Narodowego Kościoła Katolickiego.
Dokładne informacje o działalności baptystów toruńskich w latach 30. XX wieku nie są znane. W tym okresie zbór nie wykazywał dużej aktywności. W 1935 roku struktury gminy nie zostały zmienione, a siedziba zarządu nadal mieściła się w Chełmży. Liczba wyznawców w powiecie toruńskim wynosiła ok. 200 osób. Według danych statycznych, w latach 1937 i 1939 w Toruniu mieszkało ok. 40 baptystów niemieckich. Liczba baptystów polskich w tych latach jest nieznana.
W latach 1920–1939 baptyści toruńscy nie prowadzili akcji misyjnej. Ze względu na niewielką aktywność baptyści nie byli obserwowani przez policję.

### Okres powojenny
Ponieważ członkowie przedwojennego zboru w większości byli narodowości niemieckiej, stąd po 1945 w samym Toruniu pozostało ich niewielu. Kaplica została znacjonalizowana i przekształcona w rekwizytornię teatru. Budynek wyburzono w latach 60. przy poszerzaniu ulicy Kraszewskiego Nieliczni toruńscy baptyści uczęszczali na nabożeństwa do kościoła luterańskiego św. Szczepana. Sporadycznie odbywały się nabożeństwa domowe, organizowane przez Aleksandra Gutsze, młodego naukowca z Uniwersytetu Mikołaja Kopernika i jego żonę Krystynę. W okresie powojennym – przez ponad 40 lat – w zborze odbył się tylko jeden chrzest, co miało miejsce na przełomie lat 60. i 70. – w kaplicy zboru warszawskiego ochrzczeni zostali dwaj mężczyźni z Torunia, ojciec i syn, którzy nawiązali kontakt z Kościołem Baptystów dzięki nabożeństwom radiowym. Najbliższymi zborami, które otaczały opieką wiernych z Torunia i okolic, były zbory: w Bydgoszczy i Warszawie. Z końcem lat 80. rodzina Gutsze przeniosła się z Torunia do Bydgoszczy i wsparła tamtejszy zbór.
Z rodziny Gutsze pochodził młody absolwent magisterskich studiów teologicznych na Chrześcijańskiej Akademii Teologicznej w Warszawie, pastor Adam Gutsche, który w 1988 wraz z żoną Teresą przeprowadził się do Torunia i rozpoczął prace misyjne mające na celu odnowienie zboru. Zborem – matką dla nowo powstałej społeczności był Zbór Baptystów w Gdańsku. 11 września tego roku odbył się pierwszy chrzest 2 osób.
Przez ponad 10 lat nabożeństwa odbywały się w Domu Organizatora TNOiK. W 1995 stan członkowski placówki wynosił 20 osób. Dnia 21 stycznia 1998 mocą uchwały Rady Kościoła placówka Zboru Gdańskiego w Toruniu ukonstytuowała się w samodzielny Zbór ze stanem 25 członków. Erygowanie zboru przez uroczyste nabożeństwo odbyło się 22 marca 1998.

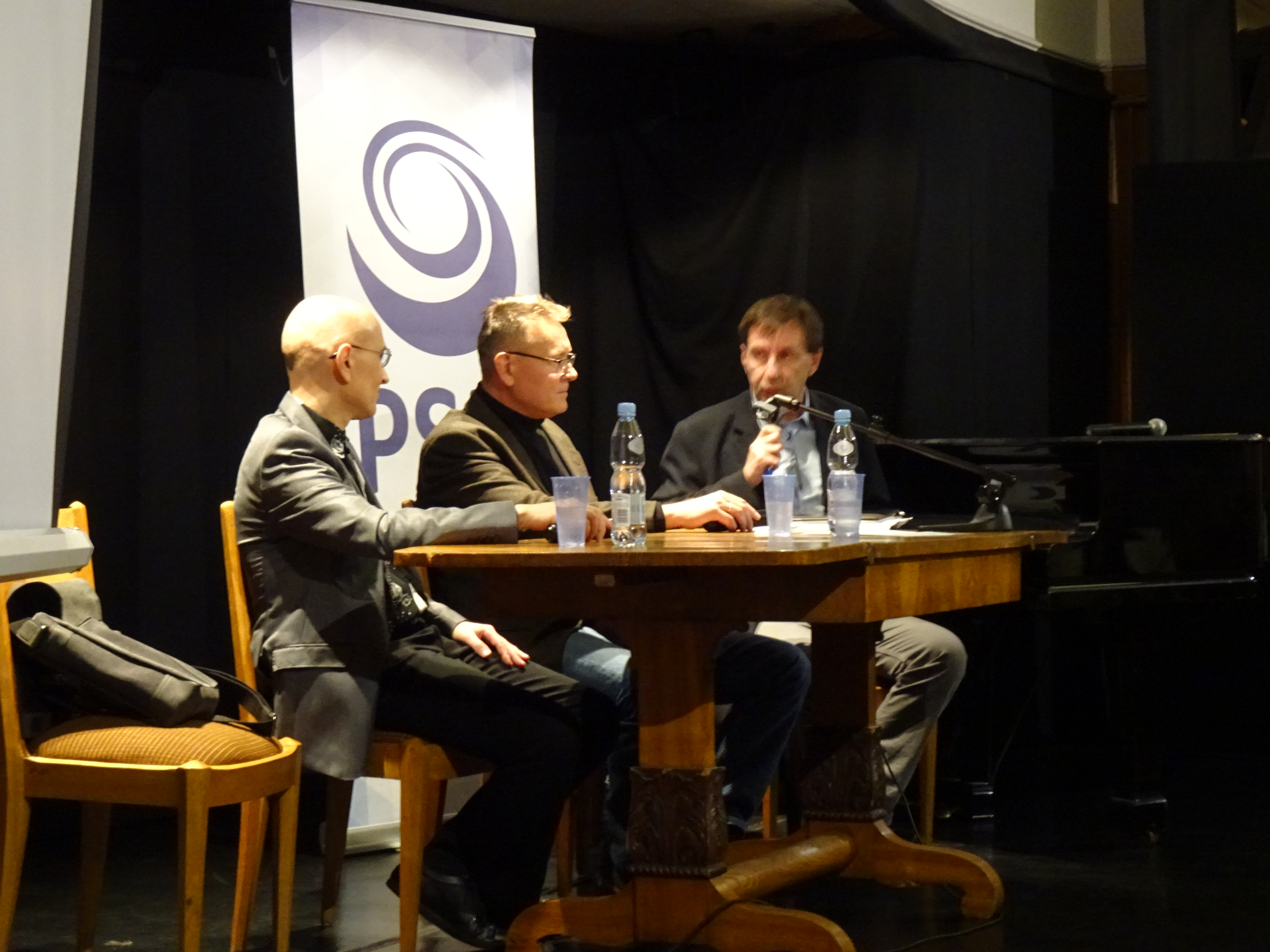
Michał Prończuk (w środku) Dni Ateizmu 2021

W 2000 roku baptyści kupili kamienicę przy ulicy Poznańskiej 34 z myślą o wykorzystaniu jej na siedzibę zboru. W 2002 r. odbyło się pierwsze nabożeństwo w nowo powstałej kaplicy pobudowanej na miejscu dawnej oficyny.
W 2003 roku na drugiego pastora ordynowany został Mateusz Wichary ( przewodniczący Rady Kościoła Chrześcijan Baptystów w latach 2013-2021). Jego miejsce w zajął ordynowany na pastora w 2014 Michał Prończuk.

## Teologia
Wśród członków zboru toruńskiego obecne są różne nurty teologii baptystycznej. Obecni pastorzy kładą jednak silny nacisk na nauczanie w nurcie teologii reformowanej (kalwińskiej).

## Działalność
Zbór toruński prowadzi działalność kulturalną poprzez organizację koncertów, angażuje się również w działalność naukową, poprzez organizację konferencji dotyczących apologetyki chrześcijańskiej.
Zbór należy do Toruńskiego Przymierza Protestanckiego.